# Lương Thượng
Lương Thượng là một xã thuộc huyện Na Rì, tỉnh Bắc Kạn, Việt Nam.

## Địa lý
Xã Lương Thượng có vị trí địa lý:
- Phía bắc giáp huyện Ngân Sơn
- Phía đông giáp xã Văn Lang
- Phía nam giáp các xã Văn Lang và xã Kim Hỷ
- Phía tây giáp xã Kim Hỷ.

Xã Lương Thượng có diện tích 38,18 km², dân số năm 2019 là 1.907 người, mật độ dân số đạt 50 người/km².
Lương Thượng có sông Bắc Giang chảy qua và có một số phụ lưu như Khau Lía, Khuổi Hát. Quốc lộ 279 chạy gần như song song với dòng sông khi đi qua địa bàn xã.

## Hành chính
Xã Lương Thượng được chia thành 5 bản: Khuổi Nộc, Khuổi Làng, Vằng Khít, Pàn Xả, Bản Giang.